# Klasov
Klasov (em húngaro: Kalász) é um município da Eslováquia, situado no distrito de Nitra, na região de Nitra. Tem 12,23 km² de área e sua população em 2018 foi estimada em 1.391 habitantes.

## Demografia
| Ano:        | 1994 | 2004    | 2014   | 2024   |
| ----------- | ---- | ------- | ------ | ------ |
| Broj ljudi: | 1919 | 1214    | 1318   | 1428   |
| Razlika:    |      | -36,73% | +8,56% | +8,34% |

| Ano:               | 2023 | 2024   |
| ------------------ | ---- | ------ |
| Número de pessoas: | 1429 | 1428   |
| Diferença:         |      | -0,06% |